# Nymphalidae
Los ninfálidos (Nymphalidae) son una familia de insectos lepidópteros glosados del clado Ditrysia (superfamilia Papilionoidea) con casi 5000 especies que se distribuyen en todo el mundo. Algunas especies son de tamaño relativamente grande y presentan coloraciones brillantes. Muchas tienen colores y diseños llamativos que anuncian su toxicidad a los depredadores, son llamados colores aposemáticos. En cambio, la superficie ventral de las alas de algunas especies presenta diseños que les permiten confundirse con el entorno de cortezas y hojas secas, como parte de una estrategia de cripsis para protegerse de los depredadores.

## Descripción
En las mariposas adultas, el primer par de patas son pequeñas o reducidas, por lo cual se les llama cuatro patas. Las orugas tienen pelos o púas proyectadas sobre la cabeza y las crisálidas presentan puntos brillantes.
En las alas anteriores tiene la vena submedial (la vena 1) no ramificada; en una subfamilia se bifurca cerca de la base; la vena intermedia con tres ramas, venas 2, 3 y 4; venas 5 y 6 que se presentan de los puntos del ensamble de la celda discal; vena subcostal y su continuación más allá del ápice de la célula, vena 7, con no más de cuatro ramas, venas 8 a 11; 8 y 9 originadas de las venas 7 y 10; también la 11 a veces de la vena 7, pero más a menudo libre, es decir surgida de la vena subcostal antes del ápice de la celda.
En las alas posteriores tiene venas interna (1a) y precostal. La celda discal en ambas alas cerrada o abierta, cerrada a menudo en la superior y abierta en la cara inferior del ala. Margen dorsal del ala trasera acanalado para recibir el abdomen, en muchas de las especies.
En el conjunto de la familia el par de patas delanteras del macho, y con tres excepciones (Libythea, Pseudergolis y Calinaga) también el de la hembra, tiene un tamaño reducido y es funcionalmente inútil. En algunas subfamilias la atrofia de las patas delanteras es considerable, por ejemplo Danainae y Satyrinae. En muchas de las formas de estas subfamilias las patas delanteras se mantienen presionadas contra la superficie inferior del tórax, y en el macho a menudo ni se notan. Las antenas tienen dos surcos en la superficie inferior y forma variable.

## Taxonomía

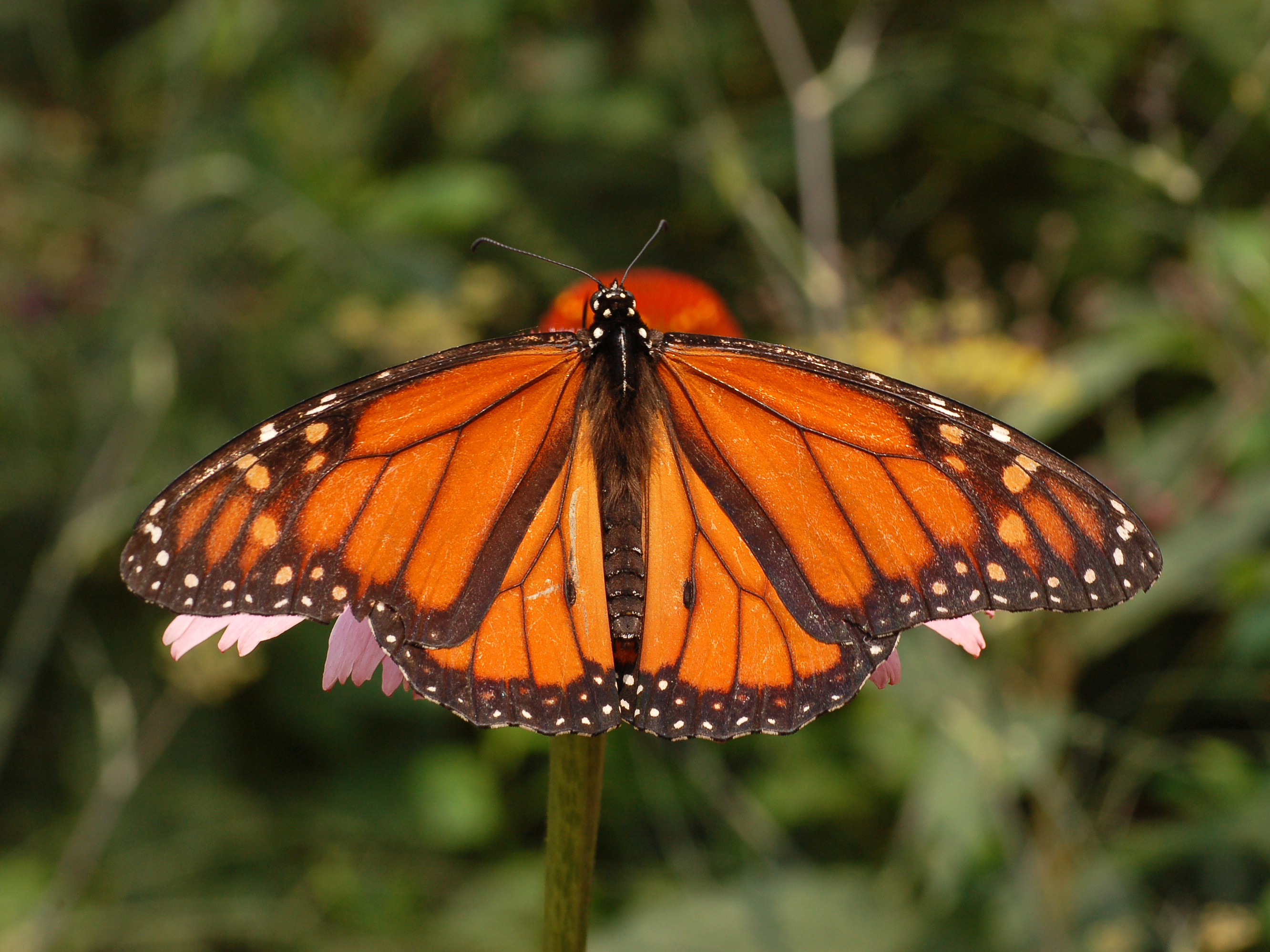
Danaus plexippus macho

La filogenia de Nymphalidae es compleja, pero los análisis recientes no albergan duda sobre el carácter monofilético de la familia, tal y como está circunscrita actualmente. Sin embargo, persisten ciertas dudas sobre la posición de varios taxones incluidos dentro de ella. Algunas subfamilias fueron anteriormente reconocidas como familias diferentes debido a sus características morfológicas, otros pueden considerarse como tribus o subfamilias según las diferentes propuestas. Las hipótesis de relaciones y circunscripción de los grupos han cambiado a medida que se ha refinado el conocimiento y las estrategias de análisis filogenético dentro de la familia, pero la elevada tasa de diversificación continúa siendo un reto para la comprensión de las relaciones entre especies y los mecanismos de especiación.

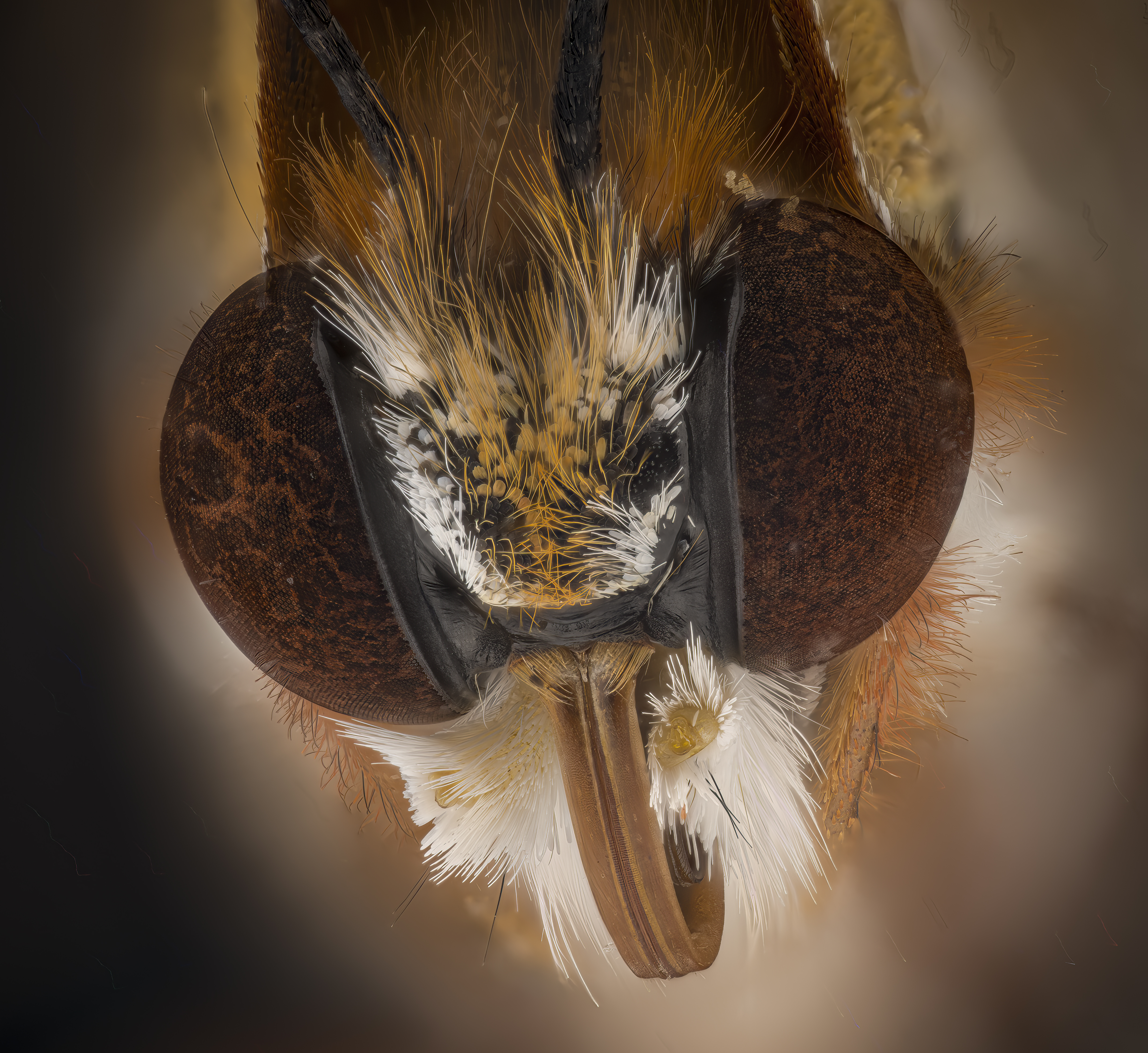
Nymphalidae mariposa

Hay cinco clados principales en esta familia:

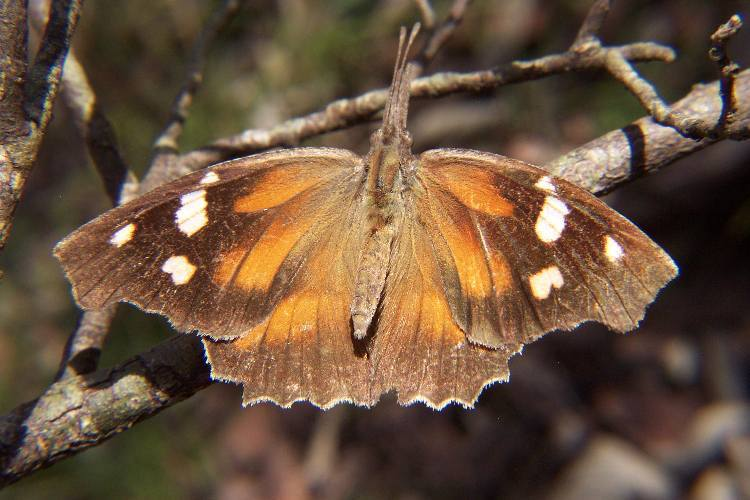
Libytheana carinenta

- Clado Libytheine

Clado de posición basal conformado por una única subfamilia Libytheinae con dos géneros y 10 especies, previamente considerada como familia independiente Libytheidae. Las orugas de varias especies se han reportado alimentándose de plantas del género Celtis (familia Ulmaceae, orden Rosales, según el APG III).
- Clado Danaine

Conformado por una subfamilia (Danainae, anteriormente familia Danaidae) con 500 especies de 56 géneros distribuidos en tres tribus, que según algunos autores corresponden a tres subfamilias relacionadas: Danaini, Ithomiini y Tellervini. Las orugas se han reportado alimentándose principalmente de plantas de los órdenes Solanales y Gentianales, con registros aislados de otros 16 órdenes.
- Clado Satyrine

Conformado por tres subfamilias con múltiples tribus, y subtribus, con relaciones aún no bien definidas.

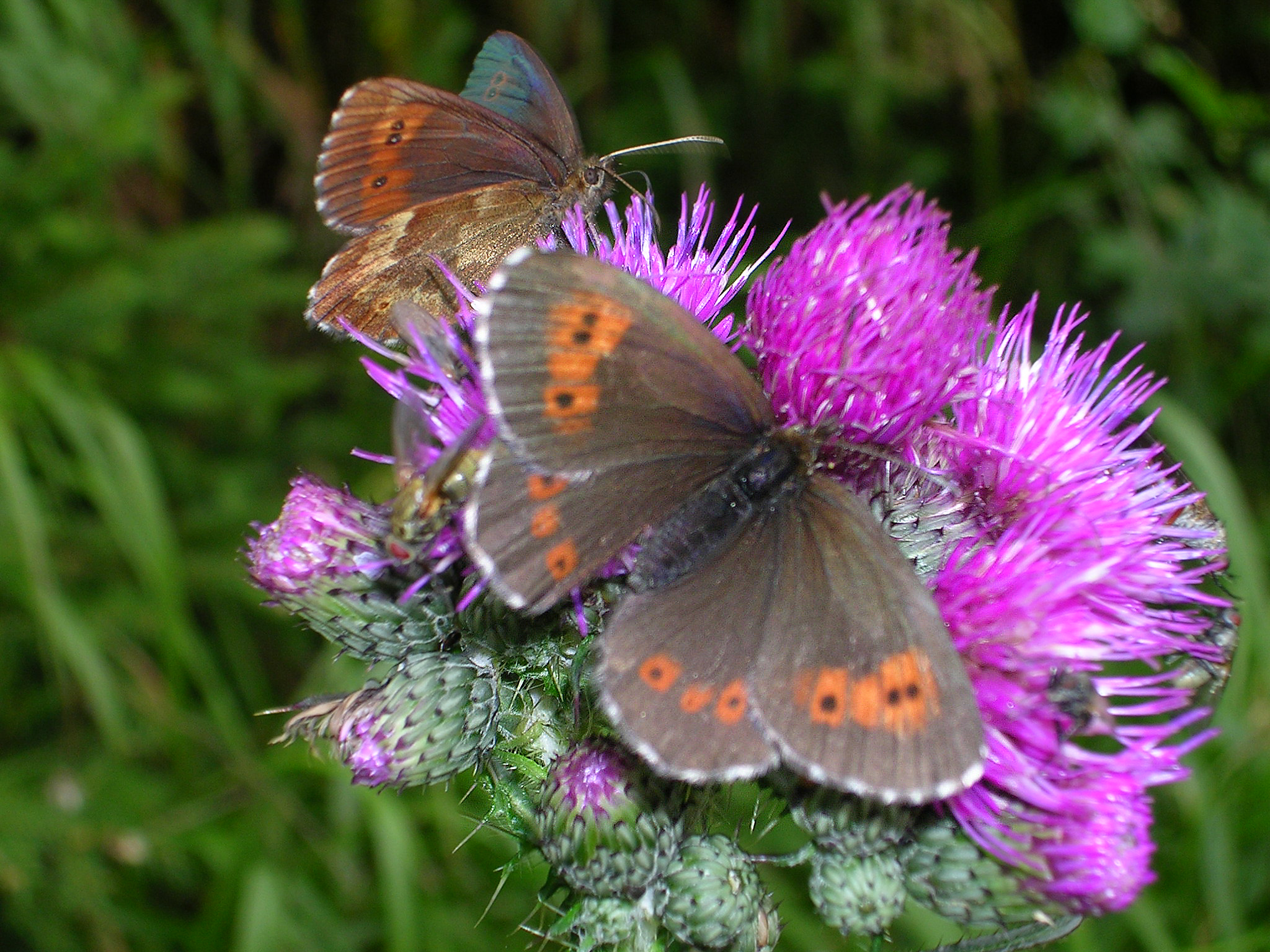
Erebia euryale

- - Calinaginae, se han descrito 10 especies de un género endémico del Himalaya, aparentemente imitan a Danainae y se hospedan en plantas de Moraceae.[9]
  - Satyrinae, con al menos 2484 especies de 262 géneros, representan más del 40 % de todos los ninfálidos. Algunos autores sugieren nueve tribus diferentes, algunas de las cuales eran consideradas anteriormente con rango de subfamilia o incluso familia, como Brassolini, Morphini y Amathusiini. Sin embargo, la mayoría de las especies pertenecen a la tribu Satyrini, con una gran diversidad de especies en las subtribus Pronophilina y Euptychiina. Las larvas de la mayor parte de las especies se alimentan en plantas de los órdenes Poales, Arecales o Zingiberales (monocotiledóneas), pero hay algunos reportes en otros 18 órdenes de plantas angiospermas, e incluso algunas especies se alimentan en el orden Selaginellales (Pteridophyta).[10]
  - Charaxinae, con 340 especies en 20 géneros. Las orugas frecuentemente tienen espinas o proyecciones y se alimentan en plantas de los órdenes Fabales, Malpighiales, Sapindales y Rosales, entre otros.

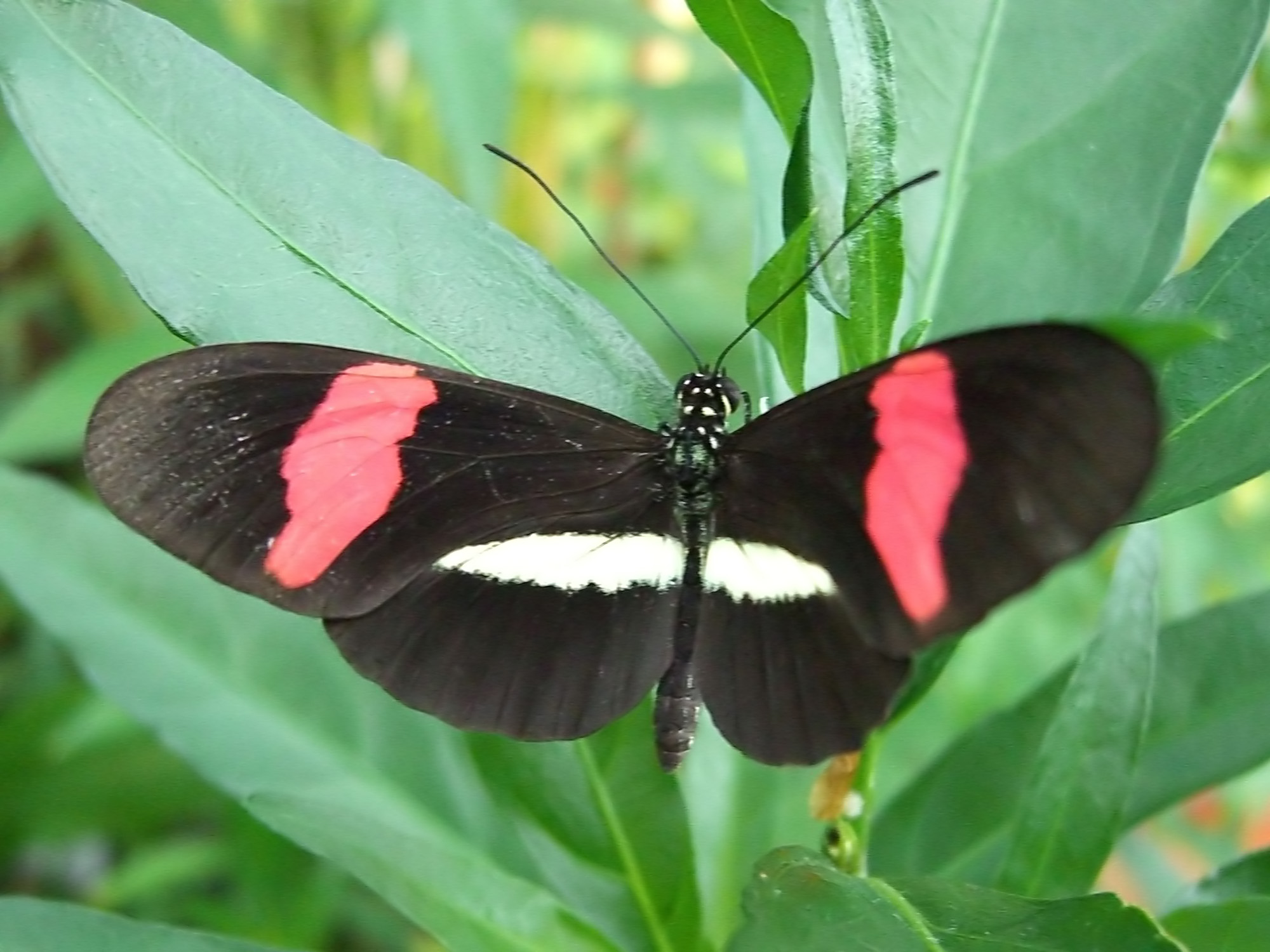
Cartero rojo Heliconius erato

- Clado Heliconiine

Clado hermano de Nymphaline, está conformado por dos subfamilias.
- - Heliconiinae, anteriormente era considerada una familia (Heliconiidae), actualmente incluye las tribus Vagrantini, Heliconini, Argynnini y Acraeini. Incluye 36 géneros con 537 especies. Las orugas de la gran mayoría de las especies se alimentan de plantas del orden Malpighiales, principalmente en las familias Passifloraceae y Violaceae.
  - Limenitidinae, es la segunda subfamilia más diversa dentro de Nymphalidae, incluye 47 géneros con 1020 especies, asociadas con plantas de los órdenes Malpighiales, Rosales, Sapindales, Ericales y otros 28 órdenes.

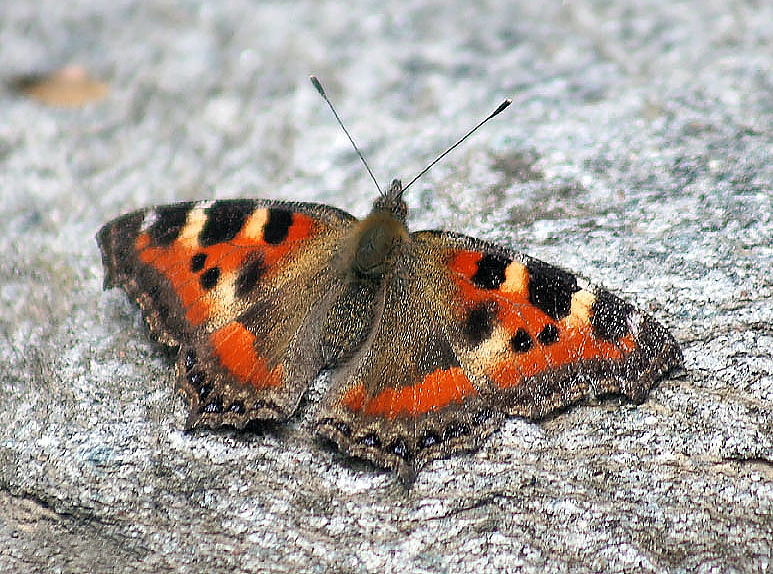
Nymphalis kaschmirensis

- Clado Nymphaline

Clado hermano de Heliconiine, con 5 subfamilias que incluyen algunos géneros anteriormente incluidos en Limenitidinae.
- - Pseudergolinae incluye 4 géneros y 7 especies, reportadas en la familia Urticaceae (Rosales).
  - Apaturinae, con 19 géneros y 87 especies, reportadas en la familia Ulmaceae (Rosales).
  - Biblidinae, con 40 géneros y 292 especies, reportadas principalmente en la familia Euphorbiaceae (Malpighiales).
  - Cyrestinae, incluye 3 géneros y 46 especies, se alimentan principalmente en la familia Moraceae (Rosales).
  - Nymphalinae, es la tercera subfamilia en número de géneros (53) y la quinta en número de especies (481), reportadas en los órdenes Lamiales, Rosales y otros 31 órdenes de plantas diferentes.

Las relaciones entre las subfamilias de Nymphalidae es la que sigue:

|  | Calinaginae                                              |
|  |                                                          |
|  | \| \| Charaxinae \| \| \| \| \| \| Satyrinae \| \| \| \| |
|  |                                                          |
|  | Charaxinae                                               |
|  |                                                          |
|  | Satyrinae                                                |
|  |                                                          |

|  | Charaxinae |
|  |            |
|  | Satyrinae  |
|  |            |

|  | Heliconiinae  |
|  |               |
|  | Limenitidinae |
|  |               |

|  | Biblidinae |
|  |            |
|  | Apaturinae |
|  |            |

|  | Cyrestinae  |
|  |             |
|  | Nymphalinae |
|  |             |

|  | Biblidinae |
|  |            |
|  | Apaturinae |
|  |            |

|  | Cyrestinae  |
|  |             |
|  | Nymphalinae |
|  |             |

|  | Biblidinae |
|  |            |
|  | Apaturinae |
|  |            |

|  | Cyrestinae  |
|  |             |
|  | Nymphalinae |
|  |             |

|  | Biblidinae |
|  |            |
|  | Apaturinae |
|  |            |

|  | Cyrestinae  |
|  |             |
|  | Nymphalinae |
|  |             |

|  | Heliconiinae  |
|  |               |
|  | Limenitidinae |
|  |               |

|  | Biblidinae |
|  |            |
|  | Apaturinae |
|  |            |

|  | Cyrestinae  |
|  |             |
|  | Nymphalinae |
|  |             |

|  | Biblidinae |
|  |            |
|  | Apaturinae |
|  |            |

|  | Cyrestinae  |
|  |             |
|  | Nymphalinae |
|  |             |

|  | Biblidinae |
|  |            |
|  | Apaturinae |
|  |            |

|  | Cyrestinae  |
|  |             |
|  | Nymphalinae |
|  |             |

|  | Biblidinae |
|  |            |
|  | Apaturinae |
|  |            |

|  | Cyrestinae  |
|  |             |
|  | Nymphalinae |
|  |             |

|  | Calinaginae                                              |
|  |                                                          |
|  | \| \| Charaxinae \| \| \| \| \| \| Satyrinae \| \| \| \| |
|  |                                                          |
|  | Charaxinae                                               |
|  |                                                          |
|  | Satyrinae                                                |
|  |                                                          |

|  | Charaxinae |
|  |            |
|  | Satyrinae  |
|  |            |

|  | Heliconiinae  |
|  |               |
|  | Limenitidinae |
|  |               |

|  | Biblidinae |
|  |            |
|  | Apaturinae |
|  |            |

|  | Cyrestinae  |
|  |             |
|  | Nymphalinae |
|  |             |

|  | Biblidinae |
|  |            |
|  | Apaturinae |
|  |            |

|  | Cyrestinae  |
|  |             |
|  | Nymphalinae |
|  |             |

|  | Biblidinae |
|  |            |
|  | Apaturinae |
|  |            |

|  | Cyrestinae  |
|  |             |
|  | Nymphalinae |
|  |             |

|  | Biblidinae |
|  |            |
|  | Apaturinae |
|  |            |

|  | Cyrestinae  |
|  |             |
|  | Nymphalinae |
|  |             |

|  | Heliconiinae  |
|  |               |
|  | Limenitidinae |
|  |               |

|  | Biblidinae |
|  |            |
|  | Apaturinae |
|  |            |

|  | Cyrestinae  |
|  |             |
|  | Nymphalinae |
|  |             |

|  | Biblidinae |
|  |            |
|  | Apaturinae |
|  |            |

|  | Cyrestinae  |
|  |             |
|  | Nymphalinae |
|  |             |

|  | Biblidinae |
|  |            |
|  | Apaturinae |
|  |            |

|  | Cyrestinae  |
|  |             |
|  | Nymphalinae |
|  |             |

|  | Biblidinae |
|  |            |
|  | Apaturinae |
|  |            |

|  | Cyrestinae  |
|  |             |
|  | Nymphalinae |
|  |             |

|  | Calinaginae                                              |
|  |                                                          |
|  | \| \| Charaxinae \| \| \| \| \| \| Satyrinae \| \| \| \| |
|  |                                                          |
|  | Charaxinae                                               |
|  |                                                          |
|  | Satyrinae                                                |
|  |                                                          |

|  | Charaxinae |
|  |            |
|  | Satyrinae  |
|  |            |

|  | Heliconiinae  |
|  |               |
|  | Limenitidinae |
|  |               |

|  | Biblidinae |
|  |            |
|  | Apaturinae |
|  |            |

|  | Cyrestinae  |
|  |             |
|  | Nymphalinae |
|  |             |

|  | Biblidinae |
|  |            |
|  | Apaturinae |
|  |            |

|  | Cyrestinae  |
|  |             |
|  | Nymphalinae |
|  |             |

|  | Biblidinae |
|  |            |
|  | Apaturinae |
|  |            |

|  | Cyrestinae  |
|  |             |
|  | Nymphalinae |
|  |             |

|  | Biblidinae |
|  |            |
|  | Apaturinae |
|  |            |

|  | Cyrestinae  |
|  |             |
|  | Nymphalinae |
|  |             |

|  | Heliconiinae  |
|  |               |
|  | Limenitidinae |
|  |               |

|  | Biblidinae |
|  |            |
|  | Apaturinae |
|  |            |

|  | Cyrestinae  |
|  |             |
|  | Nymphalinae |
|  |             |

|  | Biblidinae |
|  |            |
|  | Apaturinae |
|  |            |

|  | Cyrestinae  |
|  |             |
|  | Nymphalinae |
|  |             |

|  | Biblidinae |
|  |            |
|  | Apaturinae |
|  |            |

|  | Cyrestinae  |
|  |             |
|  | Nymphalinae |
|  |             |

|  | Biblidinae |
|  |            |
|  | Apaturinae |
|  |            |

|  | Cyrestinae  |
|  |             |
|  | Nymphalinae |
|  |             |

|  | Calinaginae                                              |
|  |                                                          |
|  | \| \| Charaxinae \| \| \| \| \| \| Satyrinae \| \| \| \| |
|  |                                                          |
|  | Charaxinae                                               |
|  |                                                          |
|  | Satyrinae                                                |
|  |                                                          |

|  | Charaxinae |
|  |            |
|  | Satyrinae  |
|  |            |

|  | Heliconiinae  |
|  |               |
|  | Limenitidinae |
|  |               |

|  | Biblidinae |
|  |            |
|  | Apaturinae |
|  |            |

|  | Cyrestinae  |
|  |             |
|  | Nymphalinae |
|  |             |

|  | Biblidinae |
|  |            |
|  | Apaturinae |
|  |            |

|  | Cyrestinae  |
|  |             |
|  | Nymphalinae |
|  |             |

|  | Biblidinae |
|  |            |
|  | Apaturinae |
|  |            |

|  | Cyrestinae  |
|  |             |
|  | Nymphalinae |
|  |             |

|  | Biblidinae |
|  |            |
|  | Apaturinae |
|  |            |

|  | Cyrestinae  |
|  |             |
|  | Nymphalinae |
|  |             |

|  | Heliconiinae  |
|  |               |
|  | Limenitidinae |
|  |               |

|  | Biblidinae |
|  |            |
|  | Apaturinae |
|  |            |

|  | Cyrestinae  |
|  |             |
|  | Nymphalinae |
|  |             |

|  | Biblidinae |
|  |            |
|  | Apaturinae |
|  |            |

|  | Cyrestinae  |
|  |             |
|  | Nymphalinae |
|  |             |

|  | Biblidinae |
|  |            |
|  | Apaturinae |
|  |            |

|  | Cyrestinae  |
|  |             |
|  | Nymphalinae |
|  |             |

|  | Biblidinae |
|  |            |
|  | Apaturinae |
|  |            |

|  | Cyrestinae  |
|  |             |
|  | Nymphalinae |
|  |             |

|  | Calinaginae                                              |
|  |                                                          |
|  | \| \| Charaxinae \| \| \| \| \| \| Satyrinae \| \| \| \| |
|  |                                                          |
|  | Charaxinae                                               |
|  |                                                          |
|  | Satyrinae                                                |
|  |                                                          |

|  | Charaxinae |
|  |            |
|  | Satyrinae  |
|  |            |

|  | Heliconiinae  |
|  |               |
|  | Limenitidinae |
|  |               |

|  | Biblidinae |
|  |            |
|  | Apaturinae |
|  |            |

|  | Cyrestinae  |
|  |             |
|  | Nymphalinae |
|  |             |

|  | Biblidinae |
|  |            |
|  | Apaturinae |
|  |            |

|  | Cyrestinae  |
|  |             |
|  | Nymphalinae |
|  |             |

|  | Biblidinae |
|  |            |
|  | Apaturinae |
|  |            |

|  | Cyrestinae  |
|  |             |
|  | Nymphalinae |
|  |             |

|  | Biblidinae |
|  |            |
|  | Apaturinae |
|  |            |

|  | Cyrestinae  |
|  |             |
|  | Nymphalinae |
|  |             |

|  | Heliconiinae  |
|  |               |
|  | Limenitidinae |
|  |               |

|  | Biblidinae |
|  |            |
|  | Apaturinae |
|  |            |

|  | Cyrestinae  |
|  |             |
|  | Nymphalinae |
|  |             |

|  | Biblidinae |
|  |            |
|  | Apaturinae |
|  |            |

|  | Cyrestinae  |
|  |             |
|  | Nymphalinae |
|  |             |

|  | Biblidinae |
|  |            |
|  | Apaturinae |
|  |            |

|  | Cyrestinae  |
|  |             |
|  | Nymphalinae |
|  |             |

|  | Biblidinae |
|  |            |
|  | Apaturinae |
|  |            |

|  | Cyrestinae  |
|  |             |
|  | Nymphalinae |
|  |             |

|  | Calinaginae                                              |
|  |                                                          |
|  | \| \| Charaxinae \| \| \| \| \| \| Satyrinae \| \| \| \| |
|  |                                                          |
|  | Charaxinae                                               |
|  |                                                          |
|  | Satyrinae                                                |
|  |                                                          |

|  | Charaxinae |
|  |            |
|  | Satyrinae  |
|  |            |

|  | Heliconiinae  |
|  |               |
|  | Limenitidinae |
|  |               |

|  | Biblidinae |
|  |            |
|  | Apaturinae |
|  |            |

|  | Cyrestinae  |
|  |             |
|  | Nymphalinae |
|  |             |

|  | Biblidinae |
|  |            |
|  | Apaturinae |
|  |            |

|  | Cyrestinae  |
|  |             |
|  | Nymphalinae |
|  |             |

|  | Biblidinae |
|  |            |
|  | Apaturinae |
|  |            |

|  | Cyrestinae  |
|  |             |
|  | Nymphalinae |
|  |             |

|  | Biblidinae |
|  |            |
|  | Apaturinae |
|  |            |

|  | Cyrestinae  |
|  |             |
|  | Nymphalinae |
|  |             |

|  | Heliconiinae  |
|  |               |
|  | Limenitidinae |
|  |               |

|  | Biblidinae |
|  |            |
|  | Apaturinae |
|  |            |

|  | Cyrestinae  |
|  |             |
|  | Nymphalinae |
|  |             |

|  | Biblidinae |
|  |            |
|  | Apaturinae |
|  |            |

|  | Cyrestinae  |
|  |             |
|  | Nymphalinae |
|  |             |

|  | Biblidinae |
|  |            |
|  | Apaturinae |
|  |            |

|  | Cyrestinae  |
|  |             |
|  | Nymphalinae |
|  |             |

|  | Biblidinae |
|  |            |
|  | Apaturinae |
|  |            |

|  | Cyrestinae  |
|  |             |
|  | Nymphalinae |
|  |             |

|  | Calinaginae                                              |
|  |                                                          |
|  | \| \| Charaxinae \| \| \| \| \| \| Satyrinae \| \| \| \| |
|  |                                                          |
|  | Charaxinae                                               |
|  |                                                          |
|  | Satyrinae                                                |
|  |                                                          |

|  | Charaxinae |
|  |            |
|  | Satyrinae  |
|  |            |

|  | Heliconiinae  |
|  |               |
|  | Limenitidinae |
|  |               |

|  | Biblidinae |
|  |            |
|  | Apaturinae |
|  |            |

|  | Cyrestinae  |
|  |             |
|  | Nymphalinae |
|  |             |

|  | Biblidinae |
|  |            |
|  | Apaturinae |
|  |            |

|  | Cyrestinae  |
|  |             |
|  | Nymphalinae |
|  |             |

|  | Biblidinae |
|  |            |
|  | Apaturinae |
|  |            |

|  | Cyrestinae  |
|  |             |
|  | Nymphalinae |
|  |             |

|  | Biblidinae |
|  |            |
|  | Apaturinae |
|  |            |

|  | Cyrestinae  |
|  |             |
|  | Nymphalinae |
|  |             |

|  | Heliconiinae  |
|  |               |
|  | Limenitidinae |
|  |               |

|  | Biblidinae |
|  |            |
|  | Apaturinae |
|  |            |

|  | Cyrestinae  |
|  |             |
|  | Nymphalinae |
|  |             |

|  | Biblidinae |
|  |            |
|  | Apaturinae |
|  |            |

|  | Cyrestinae  |
|  |             |
|  | Nymphalinae |
|  |             |

|  | Biblidinae |
|  |            |
|  | Apaturinae |
|  |            |

|  | Cyrestinae  |
|  |             |
|  | Nymphalinae |
|  |             |

|  | Biblidinae |
|  |            |
|  | Apaturinae |
|  |            |

|  | Cyrestinae  |
|  |             |
|  | Nymphalinae |
|  |             |

|  | Calinaginae                                              |
|  |                                                          |
|  | \| \| Charaxinae \| \| \| \| \| \| Satyrinae \| \| \| \| |
|  |                                                          |
|  | Charaxinae                                               |
|  |                                                          |
|  | Satyrinae                                                |
|  |                                                          |

|  | Charaxinae |
|  |            |
|  | Satyrinae  |
|  |            |

|  | Heliconiinae  |
|  |               |
|  | Limenitidinae |
|  |               |

|  | Biblidinae |
|  |            |
|  | Apaturinae |
|  |            |

|  | Cyrestinae  |
|  |             |
|  | Nymphalinae |
|  |             |

|  | Biblidinae |
|  |            |
|  | Apaturinae |
|  |            |

|  | Cyrestinae  |
|  |             |
|  | Nymphalinae |
|  |             |

|  | Biblidinae |
|  |            |
|  | Apaturinae |
|  |            |

|  | Cyrestinae  |
|  |             |
|  | Nymphalinae |
|  |             |

|  | Biblidinae |
|  |            |
|  | Apaturinae |
|  |            |

|  | Cyrestinae  |
|  |             |
|  | Nymphalinae |
|  |             |

|  | Heliconiinae  |
|  |               |
|  | Limenitidinae |
|  |               |

|  | Biblidinae |
|  |            |
|  | Apaturinae |
|  |            |

|  | Cyrestinae  |
|  |             |
|  | Nymphalinae |
|  |             |

|  | Biblidinae |
|  |            |
|  | Apaturinae |
|  |            |

|  | Cyrestinae  |
|  |             |
|  | Nymphalinae |
|  |             |

|  | Biblidinae |
|  |            |
|  | Apaturinae |
|  |            |

|  | Cyrestinae  |
|  |             |
|  | Nymphalinae |
|  |             |

|  | Biblidinae |
|  |            |
|  | Apaturinae |
|  |            |

|  | Cyrestinae  |
|  |             |
|  | Nymphalinae |
|  |             |

## Especies notables
- Lexias pardalis - Archiduque.
- Nymphalis californica
- Polygonia c-album
- Junonia coenia
- Libytheana carinenta
- Hamadryas februa
- Chlosyne janais
- Limenitis lorquini
- Euphydryas aurinia
- Maniolis jurtina
- Morpho didius
- Nymphalis antiopa
- Danaus plexippus - Mariposa Monarca.
- Morpho menelaus - Morfo azul.
- Vanessa cardui
- Aglais io, mariposa pavo real
- Polygonia interrogationis
- Vanessa atalanta - Almirante rojo.
- Coenonympha pamphilus
- Nymphalis urticae
- Hipparchia neomiris
- Anthanassa texana - Mariposa Lunita Tejana.

## Galería de orugas

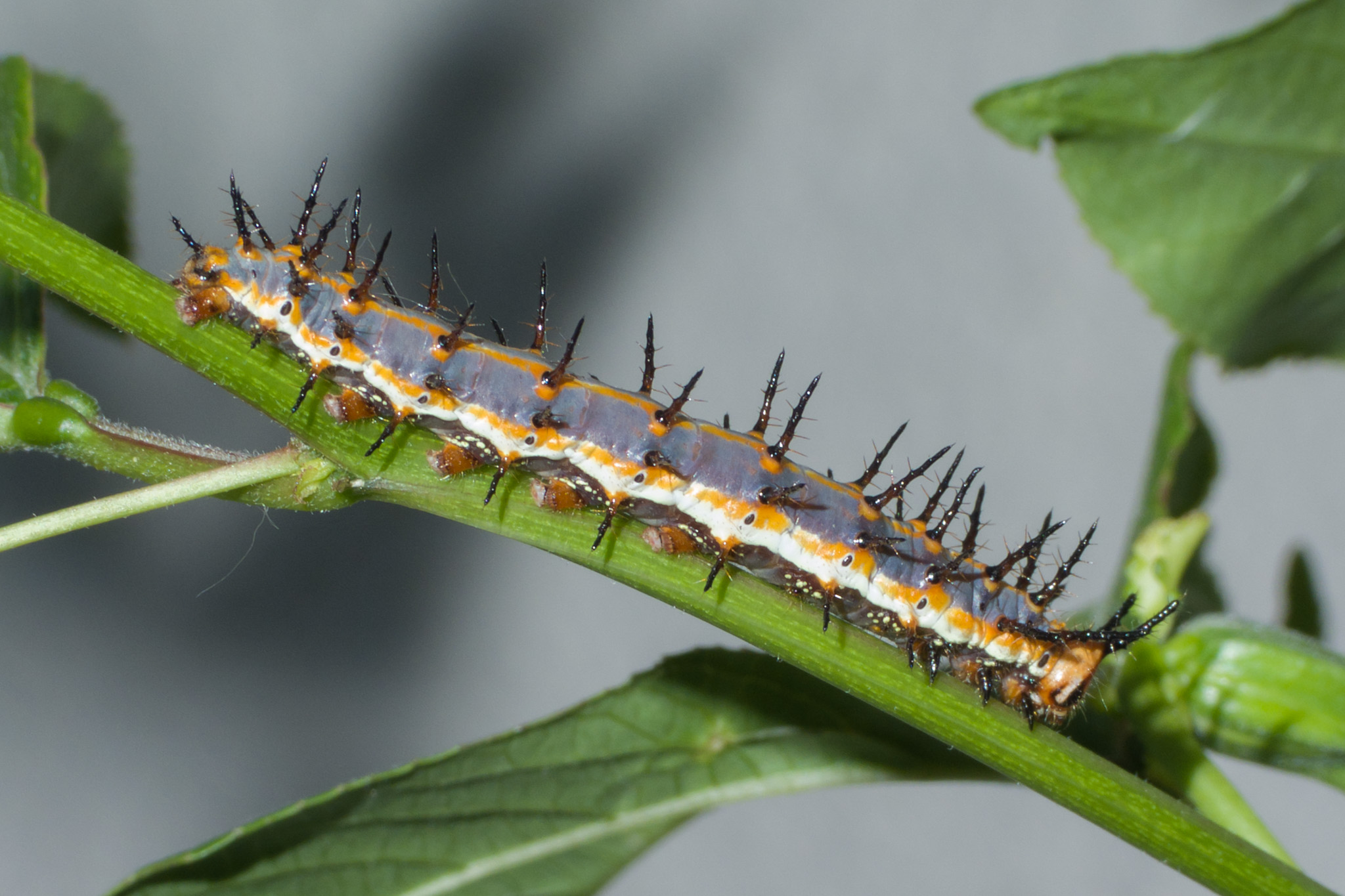
Agraulis vanillae en  Passiflora incarnata
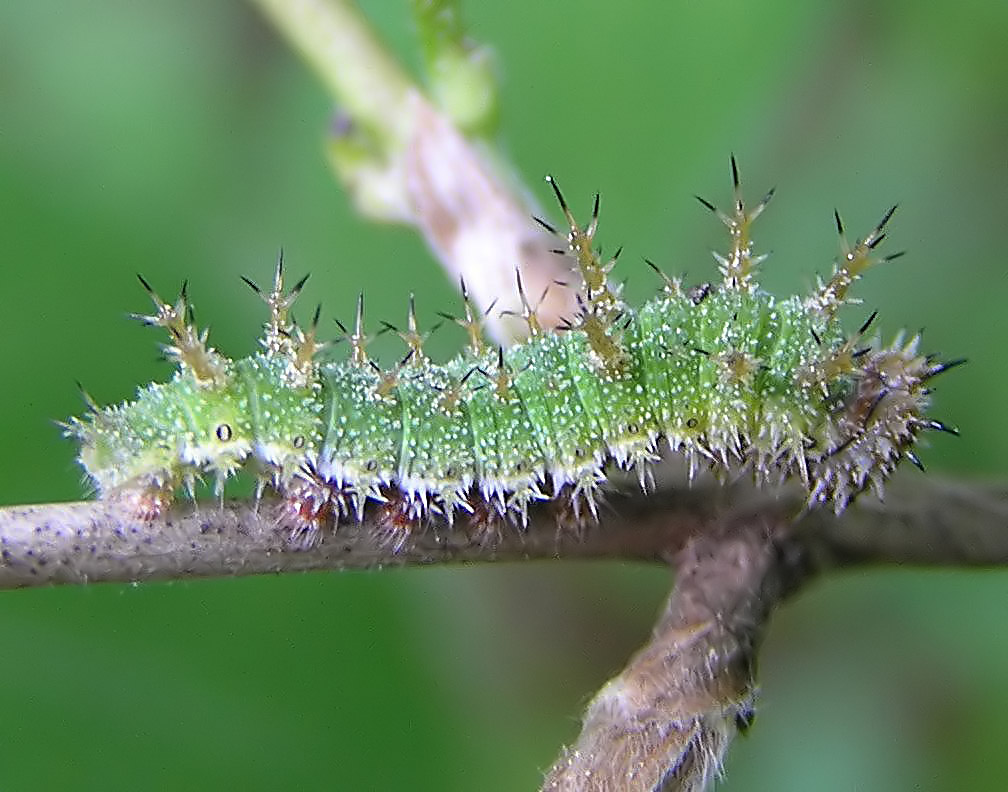
Limenitis camilla
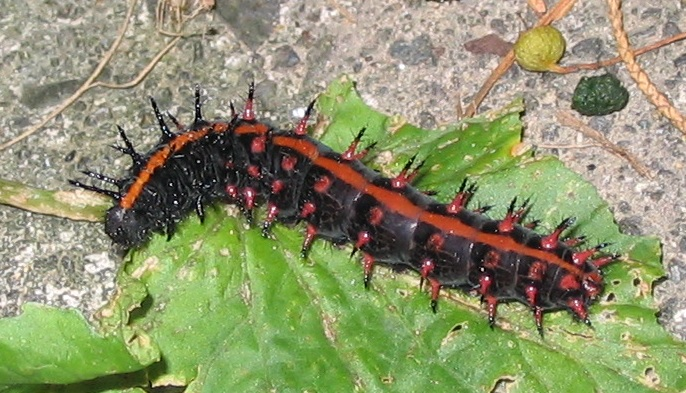
Argyreus hyperbius
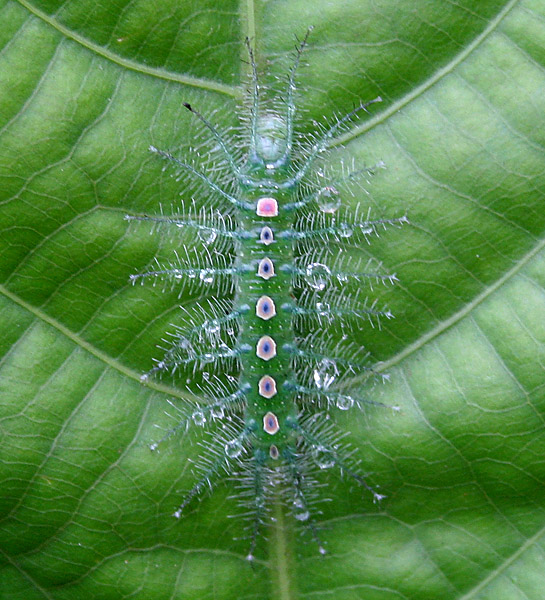
Tanaecia lepidea en Careya arborea
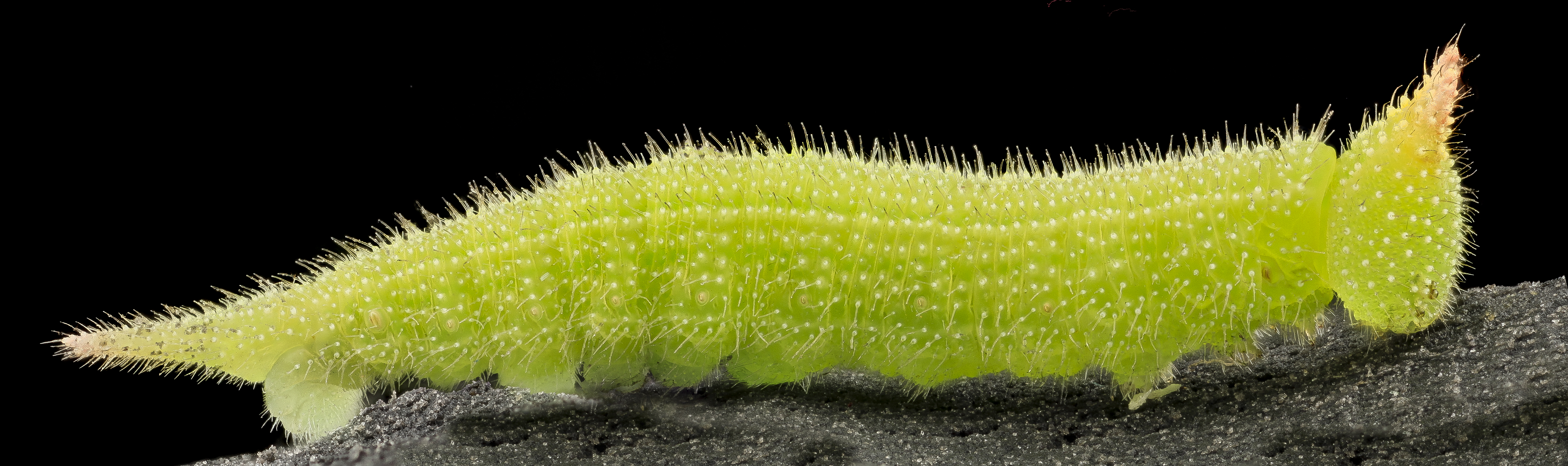
Enodia anthedon
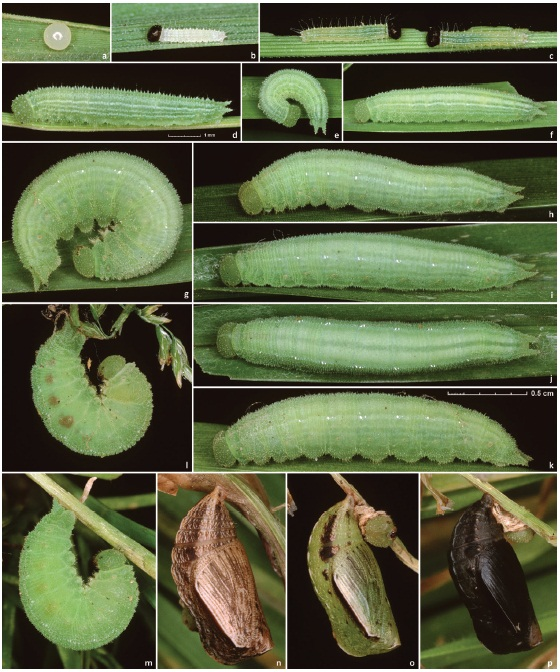
Hermeuptychia hermybius, metamorfosis de huevo a pupa
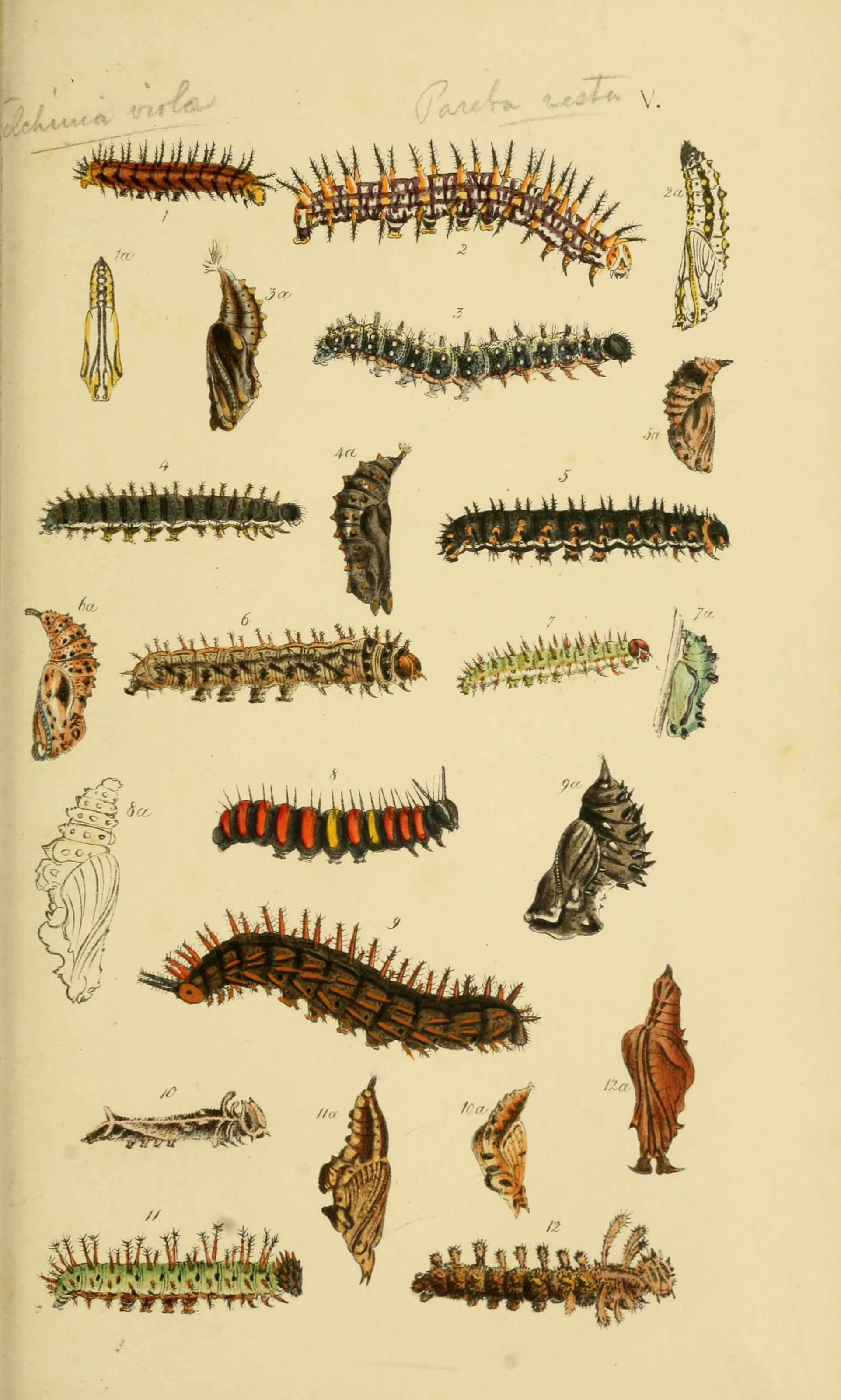
Ilustraciones de larvas de Nymphalidae de la India. Catalogue of the lepidopterous insects in the Museum of Natural History at the East-India House. Multiple dates 1857 - 1859; 1857-1859, autores: Thomas Horsfield y Frederic Moore
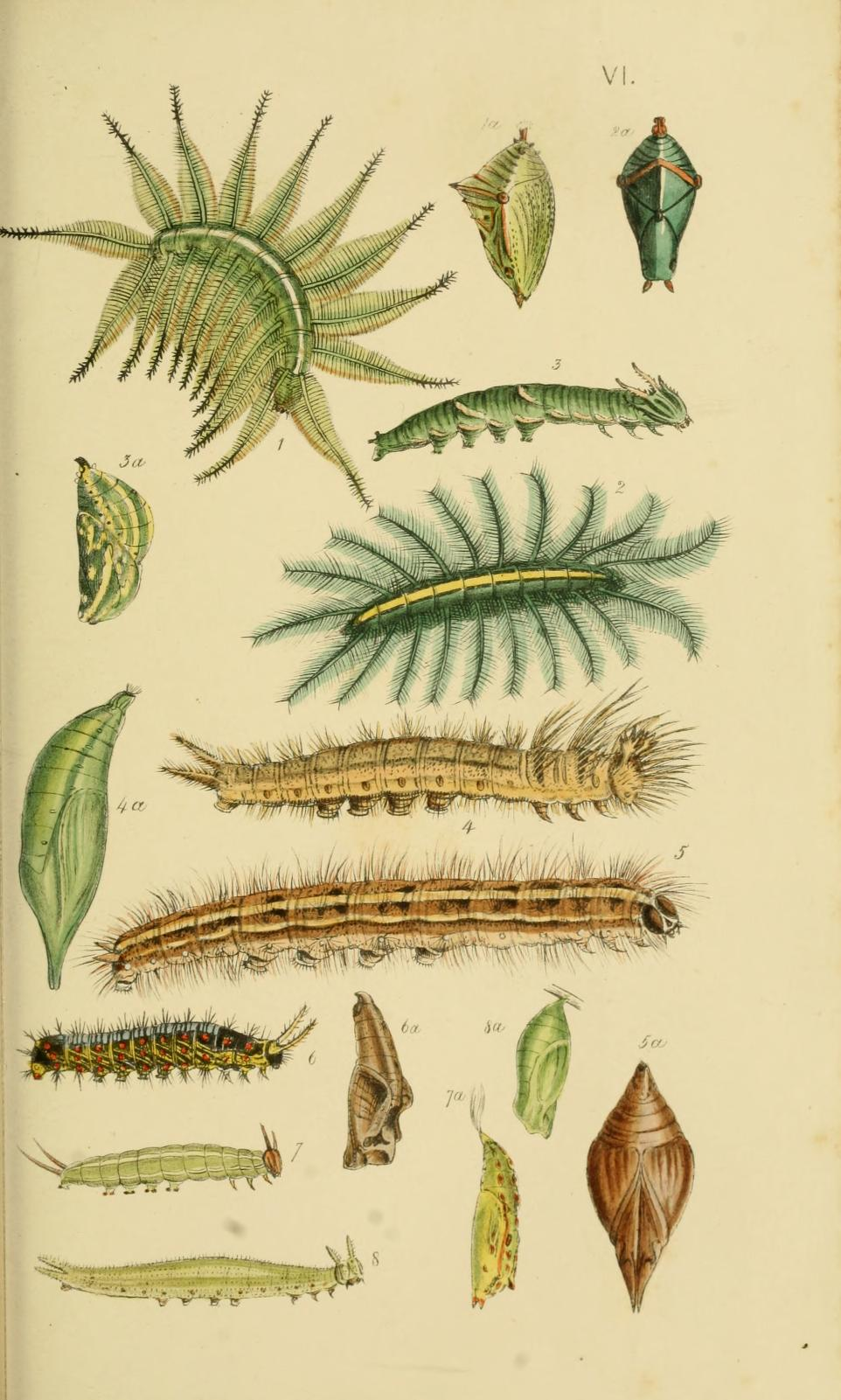
Ilustraciones de larvas de Nymphalidae de la India. Catalogue of the lepidopterous insects in the Museum of Natural History at the East-India House. Multiple dates 1857 - 1859; 1857-1859, autores: Thomas Horsfield y Frederic Moore

## Galería de Nymphalidae adultos

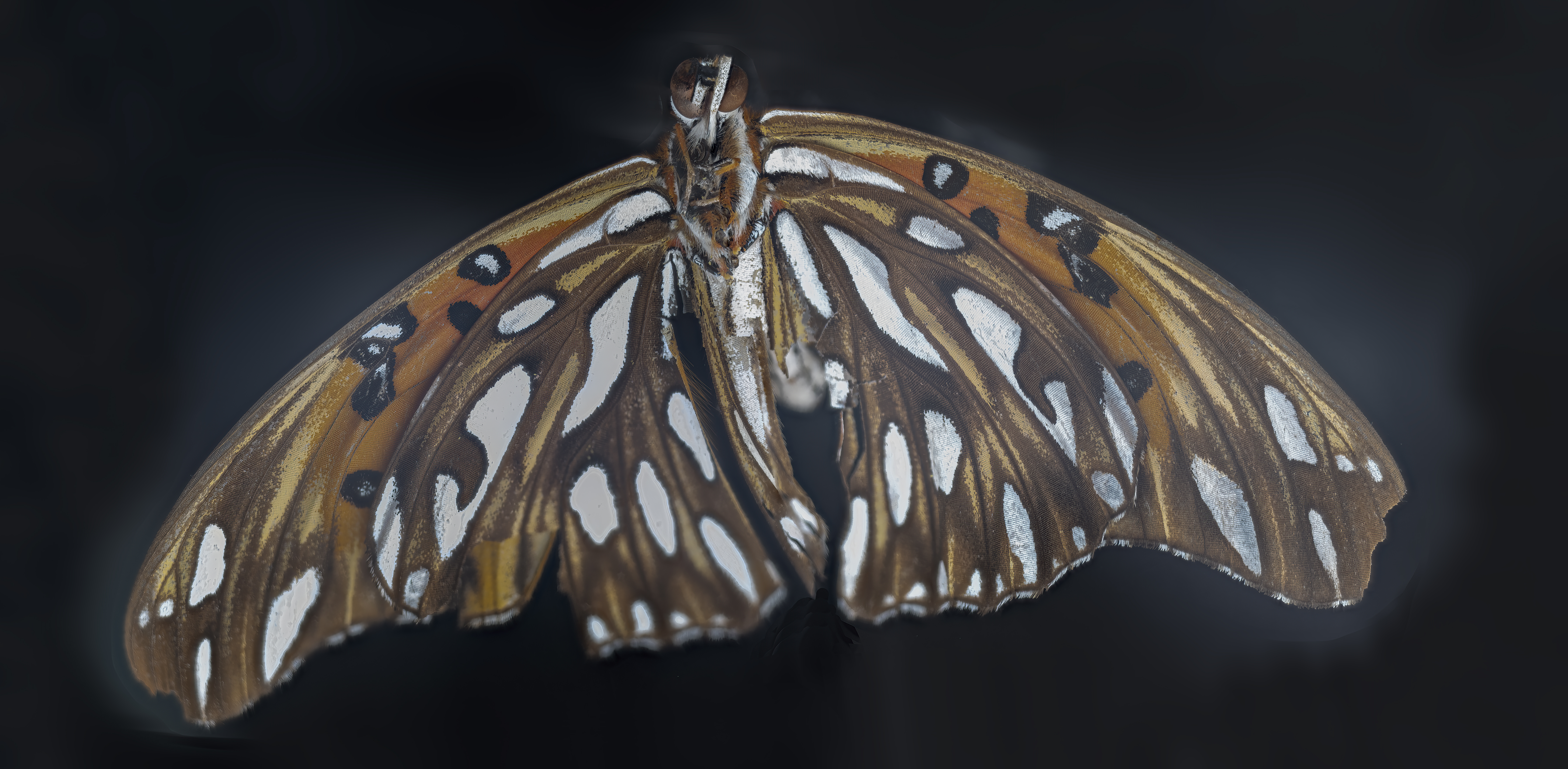
Imagen de una Nymphalidae, Dione cf. vanillae, en alta resolución
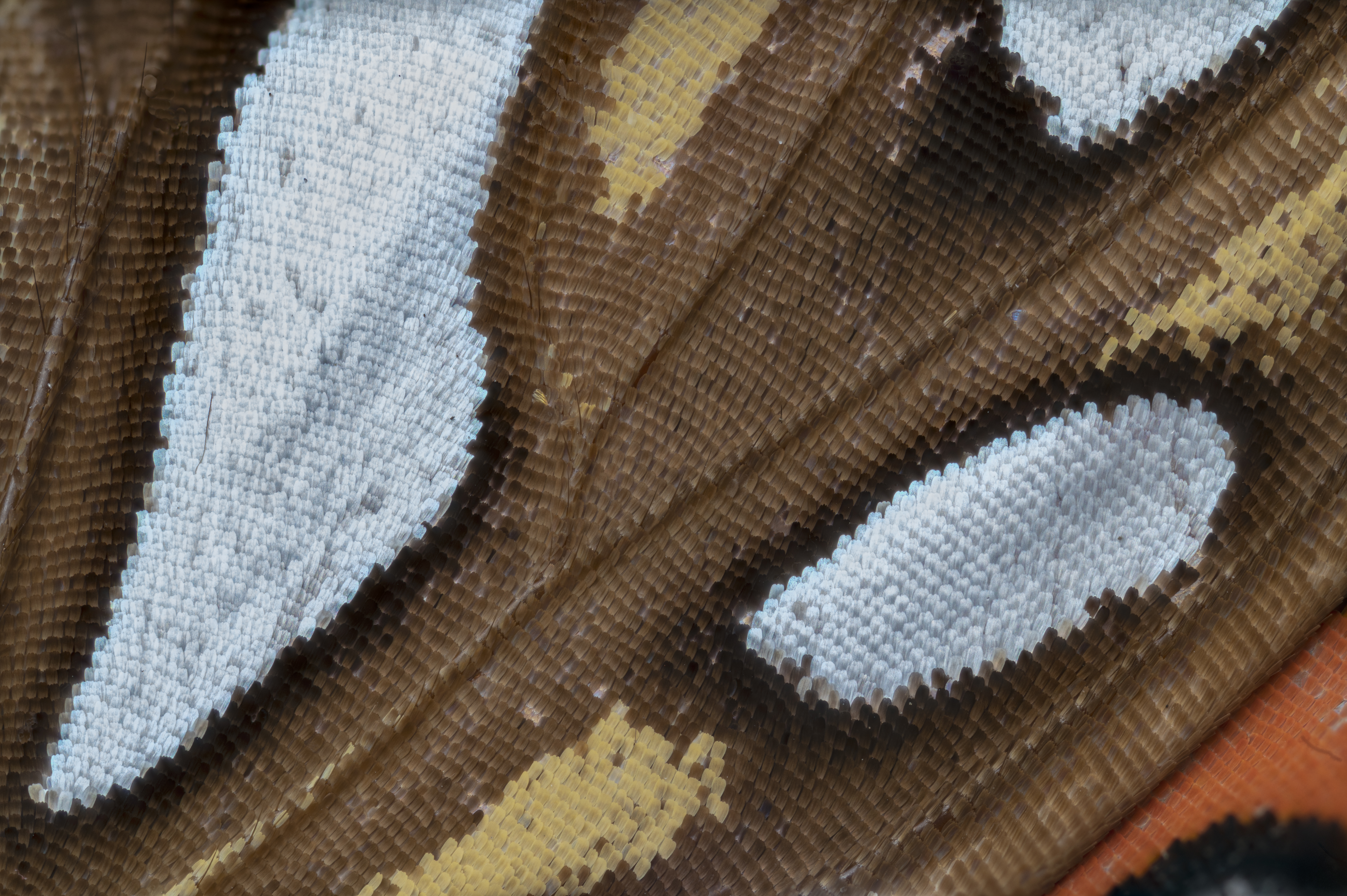
Detalle de una parte del ala de Dione cf. vanillae.
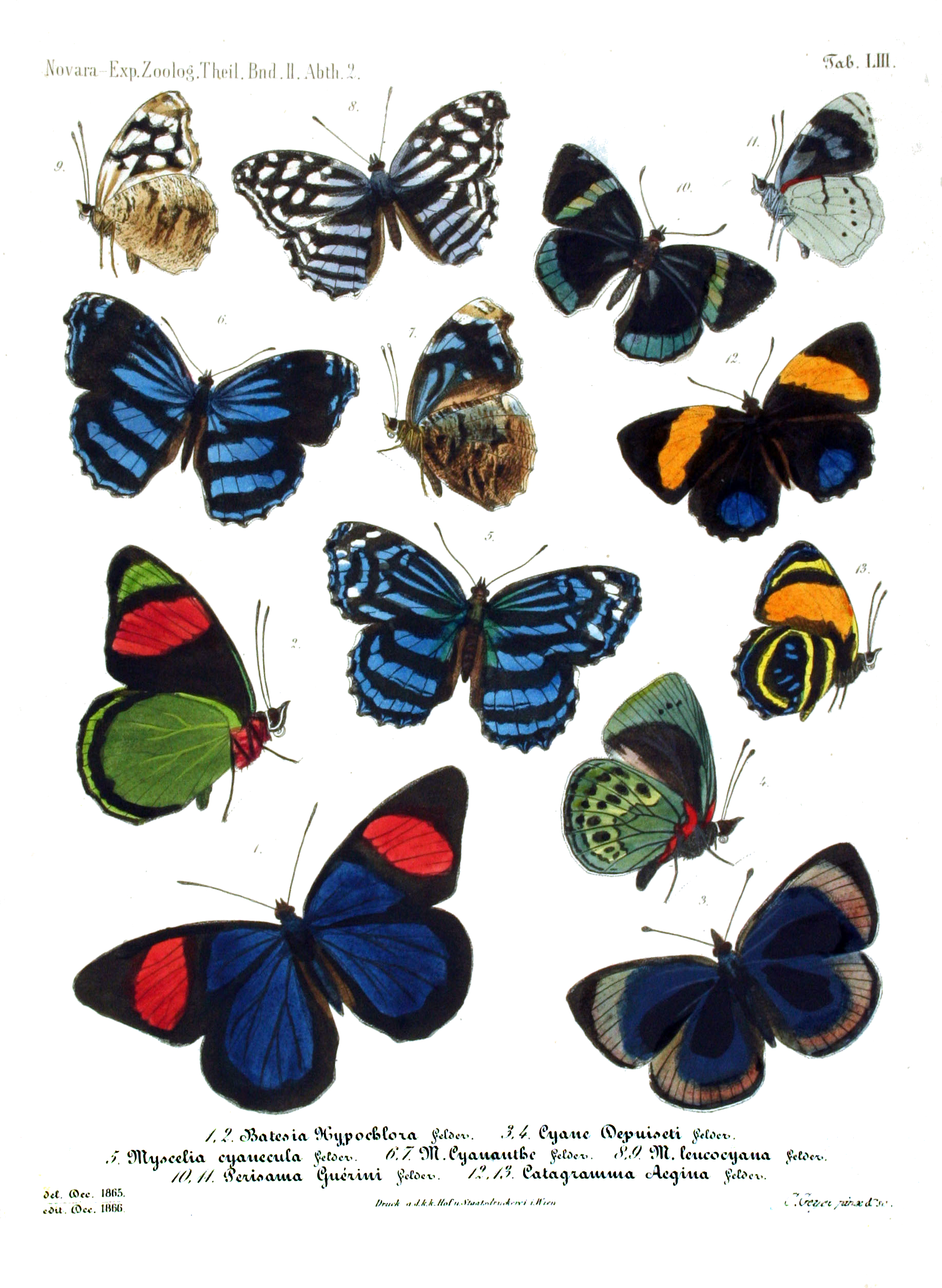
Ilustraciones del Viaje de la fragata austriaca Novara alrededor del mundo en 1857, 1858, 1859 bajo el mando del comodoro B. von Wüllerstorf-Urbair. (18-- ) Placa LIII.
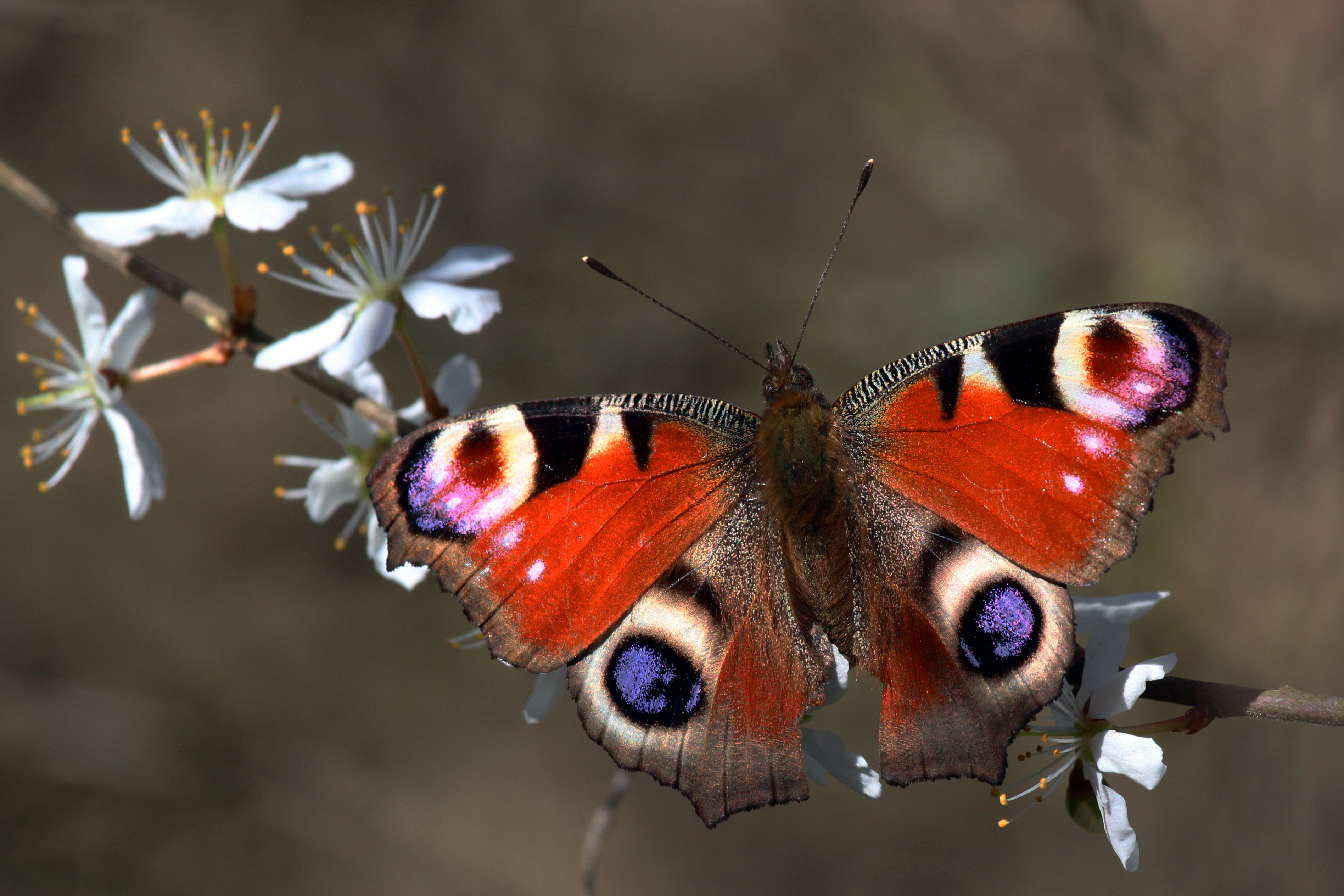
Mariposa pavo real (Aglais io), sobre un endrino en la reserva RSPB de Otmoor, Oxfordshire, Inglaterra.
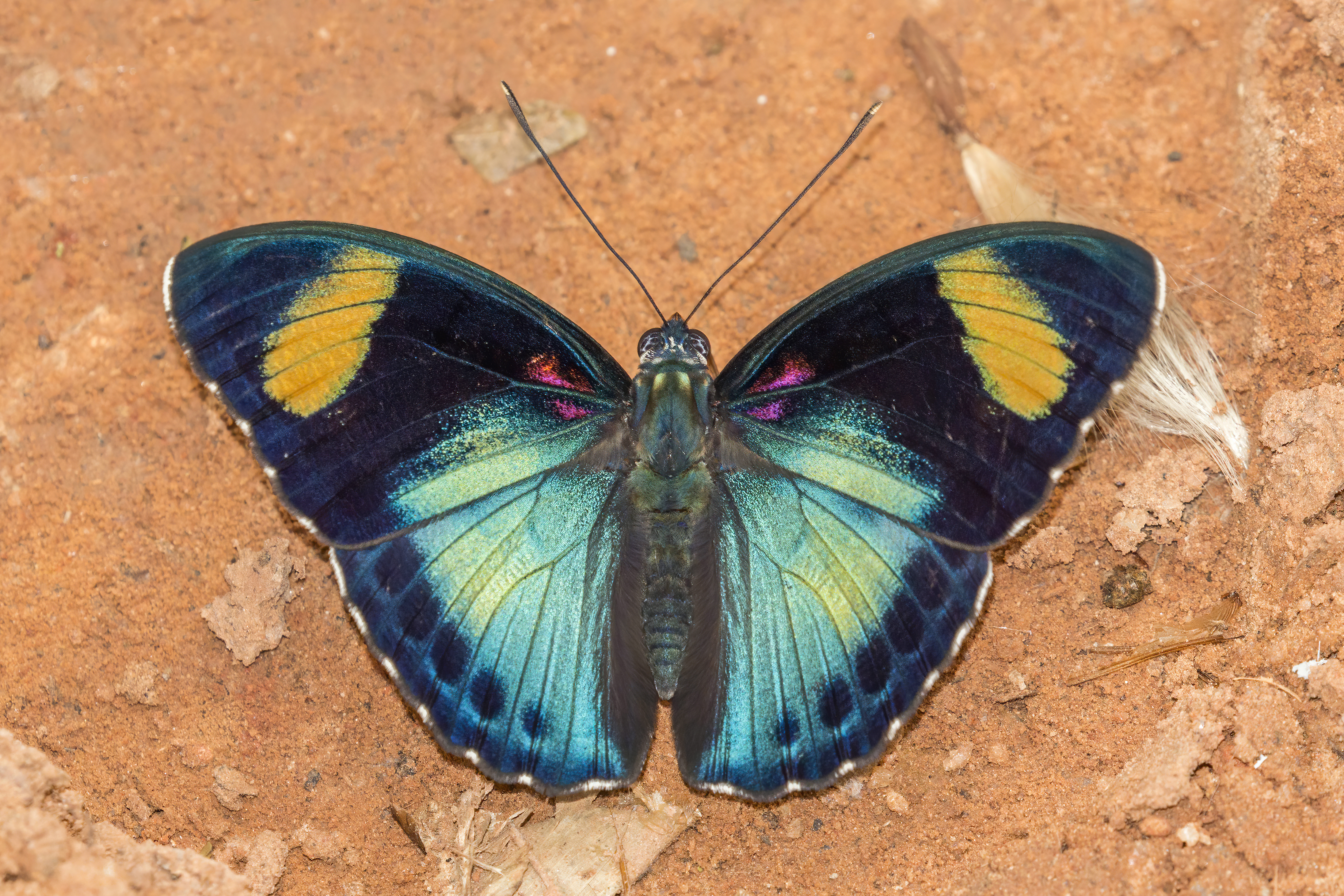
Ejemplar de Euphaedra themis, macho, Bobiri Forest, Ghana
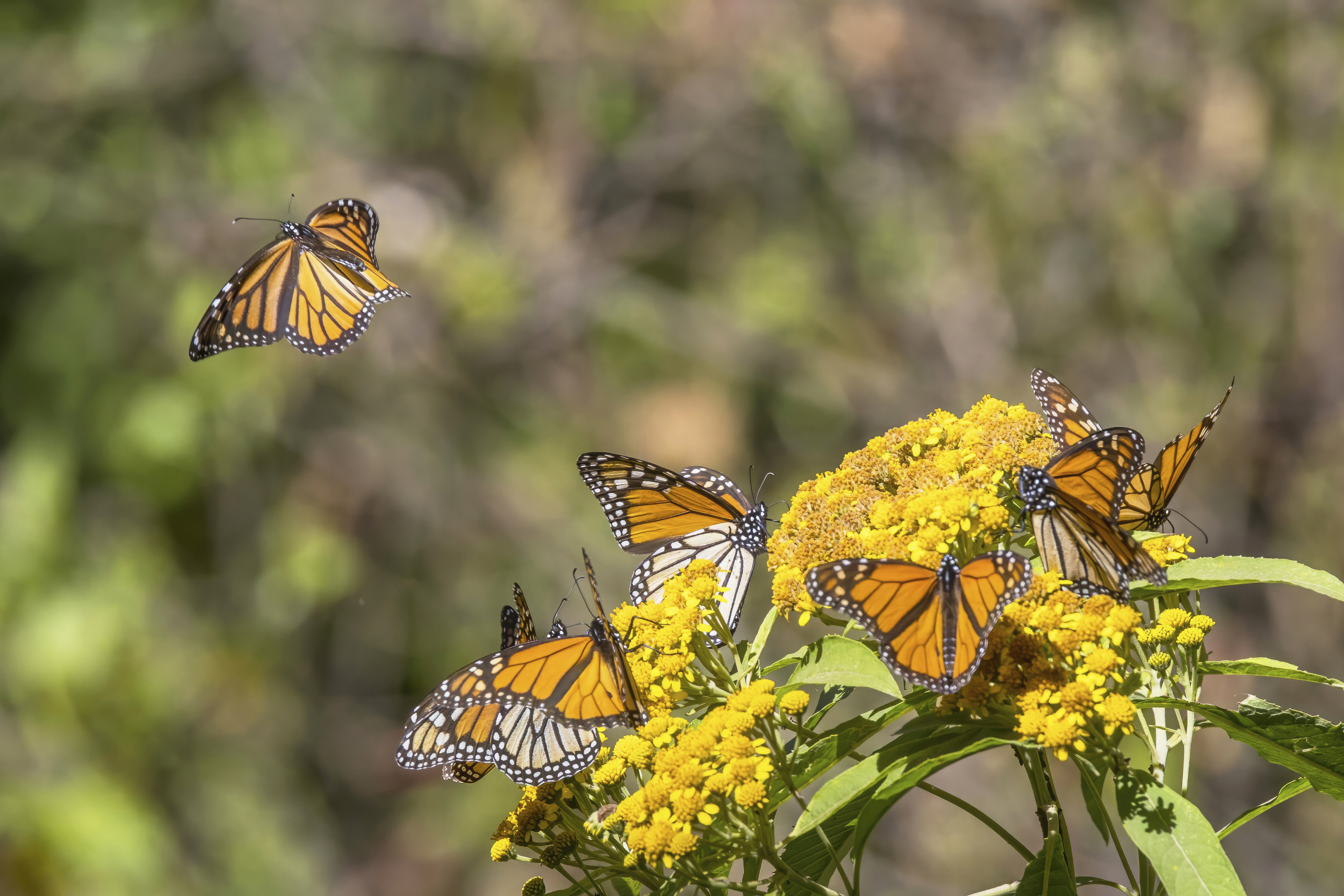
Mariposas monarca (Danaus plexippus plexippus), Piedra Herrada, Valle de Bravo, México

## Véase también

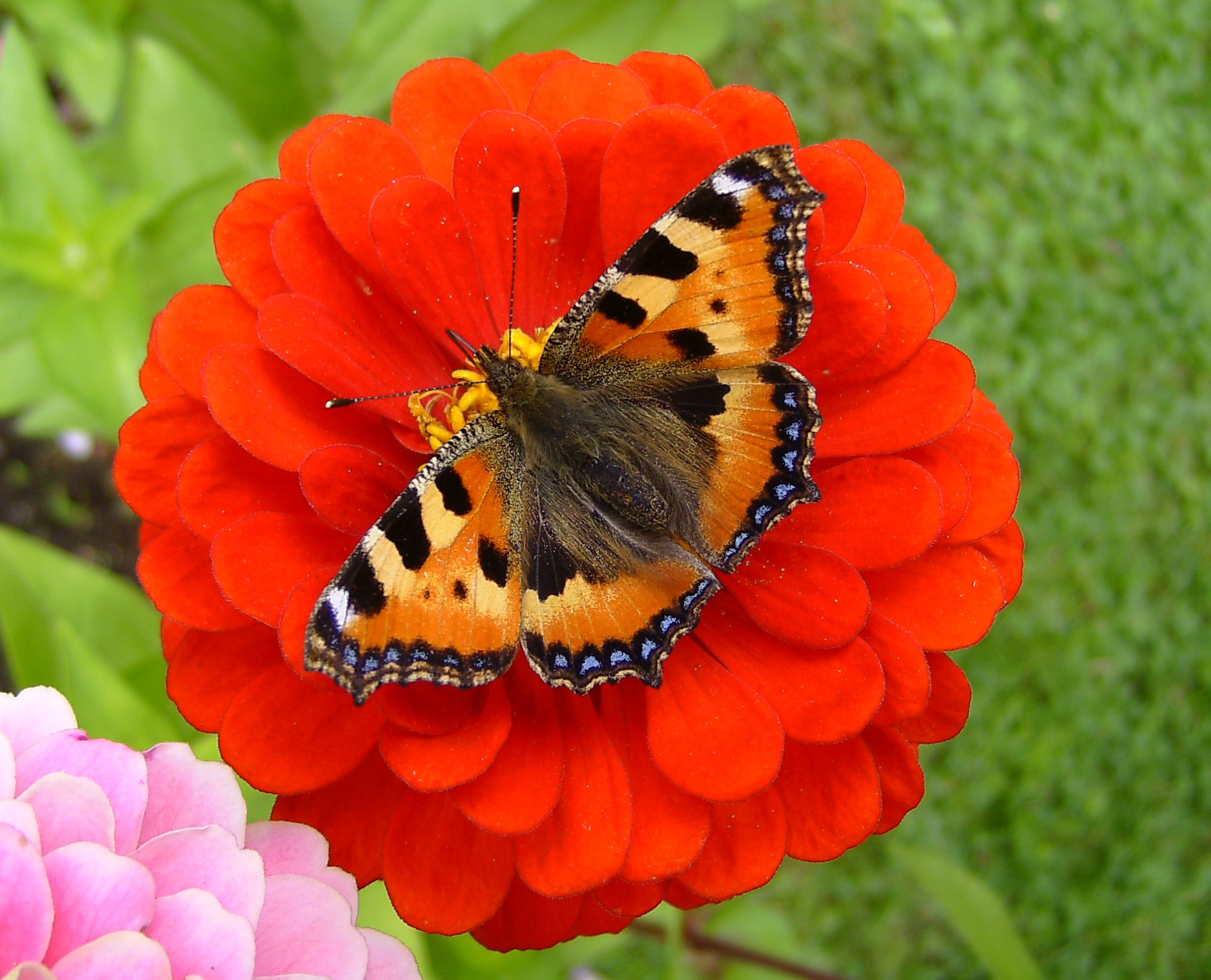
Aglais urticae.

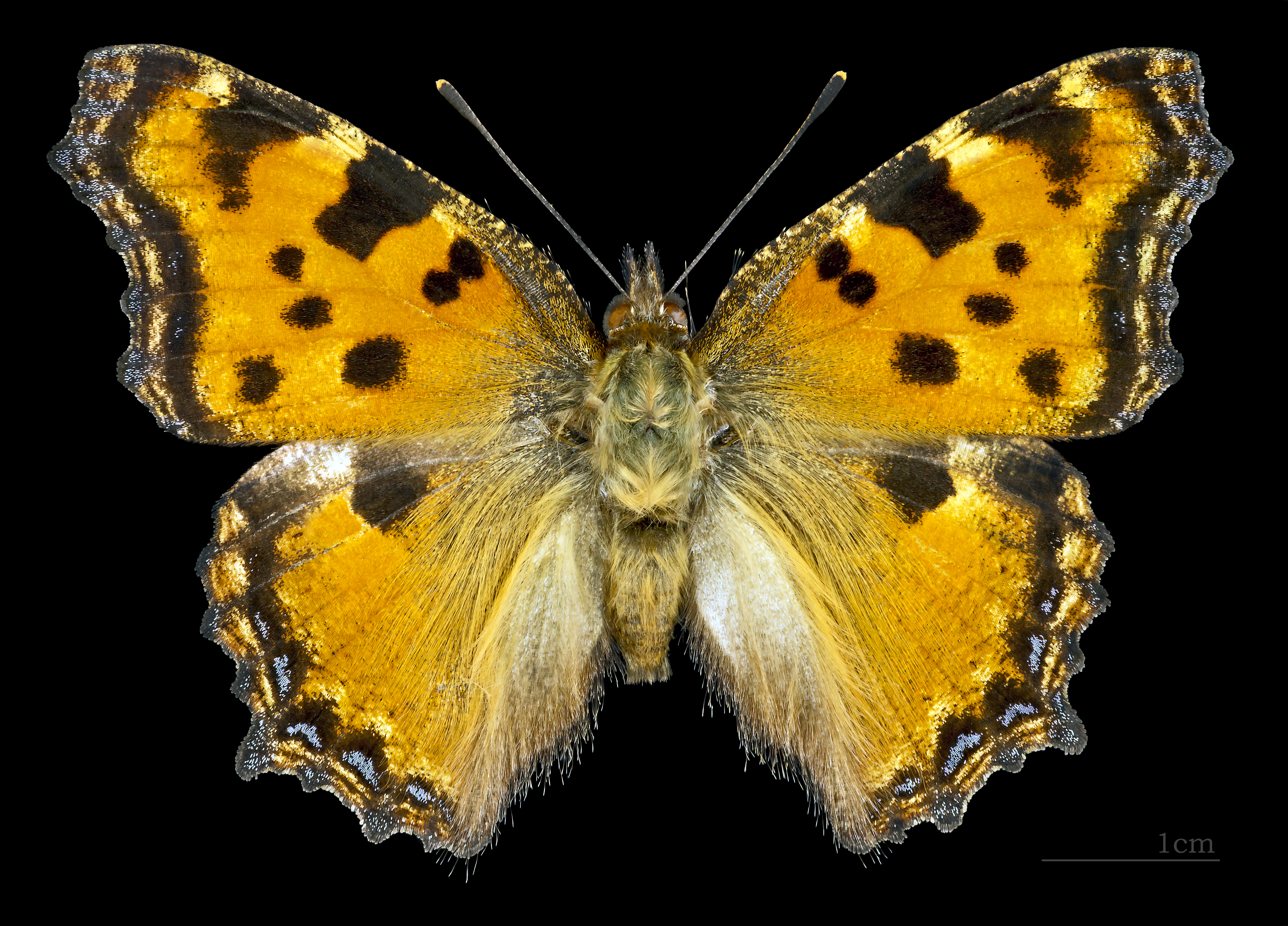
Nymphalis polychloros.

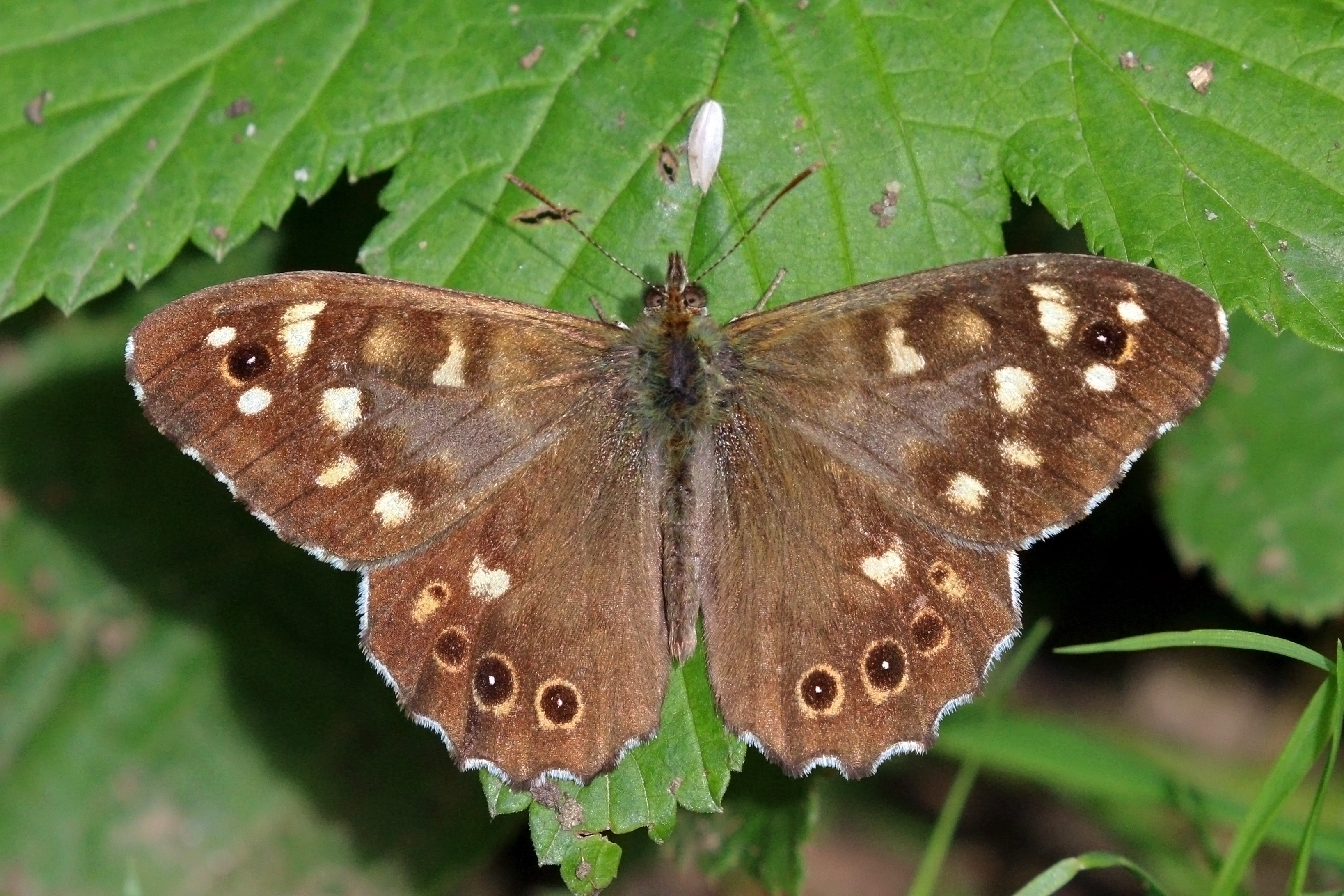
Pararge aegeria.

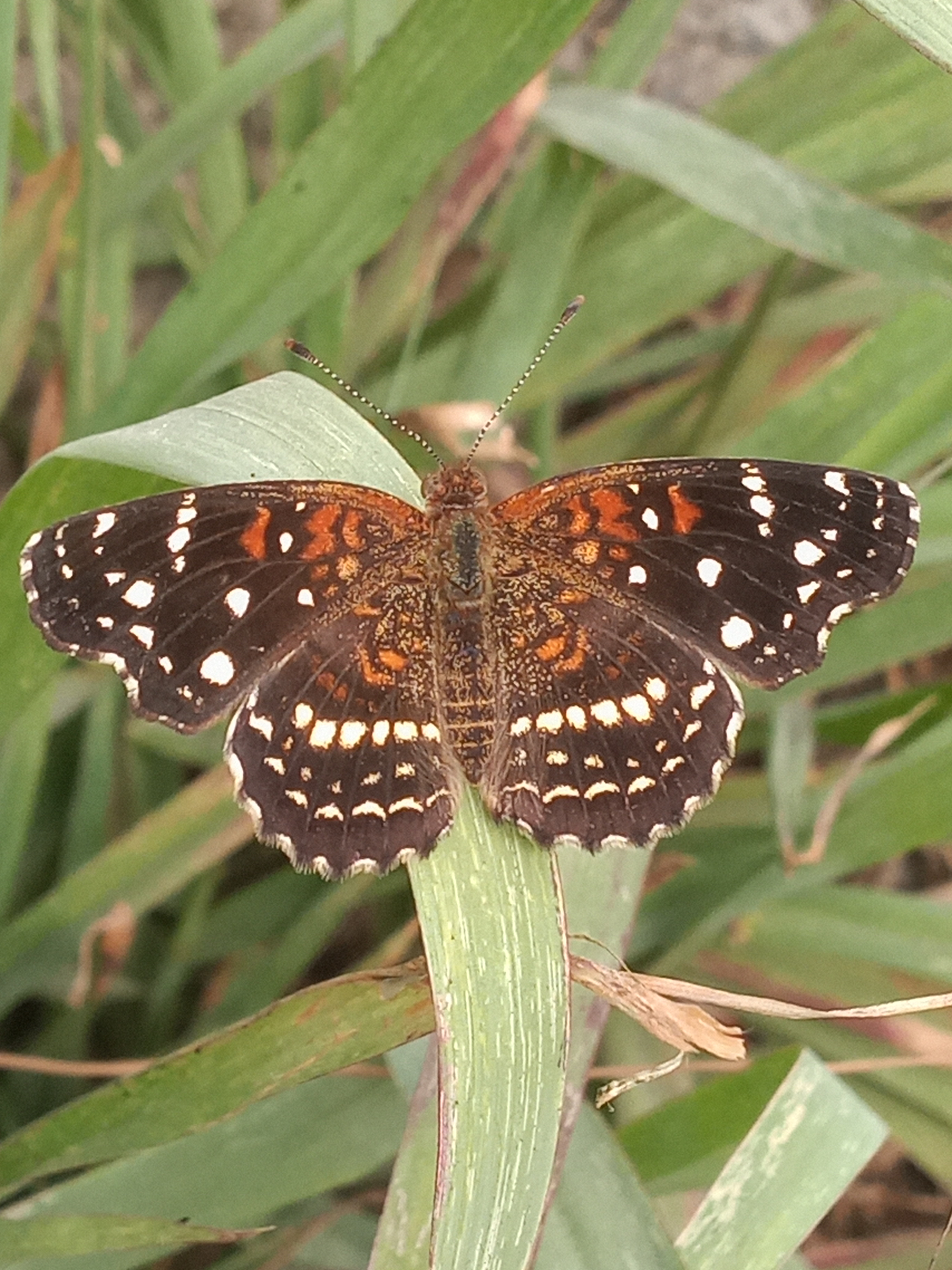
Mariposa Lunita Tejana.